# 赤山歴史自然公園
赤山歴史自然公園（あかやまれきししぜんこうえん）は、埼玉県川口市赤山にある市営公園である。愛称はイイナパーク川口（イイナパークかわぐち）。

## 概要
火葬場施設の建設と共に公園の建設が計画された。首都高速川口線の川口パーキングエリアに隣接することから、首都高速道路初となるハイウェイオアシス整備も同時に行われた。
埼玉県立安行武南自然公園のエリア内にあり、元は耕作地などであったが、大池や植林をし、都市に残る自然を保全する事業となっている。また、近接地には赤山城の跡地があり、伊奈氏などの歴史を感じられる公園としてのコンセプトをもつ。
歴史自然資料館、地域物産館は火葬場施設と共に伊東豊雄の設計となっている。
歴史自然資料館には、「赤山陣屋と伊奈氏」、「安行の植木」についての常設展示が行われている。ホワイエ内には赤山陣屋の模型がある。
公園住所は事務所のある川口市赤山であるが、池の付近は川口市新井宿の飛び地となっている。

## 沿革
- 1986年（昭和61年） - 廃棄物の最終処分場計画地となった。
- 2007年（平成19年） - 朝日環境センターの整備により、最終処分場が必要なくなったことから、当地が公園予定地として転換される。
- 2010年（平成22年） - 火葬施設を含めた自然公園の構想がまとめられた。
- 2017年（平成29年） - 愛称がイイナパーク川口に決定。伊奈氏のイナをかけている。
- 2018年（平成30年）4月3日 - フワフワドームや歴史自然資料館、地域物産館等の施設を含んだ公園として一部開園[1]。
- 2021年（令和3年）6月4日 - 里山の雑木林やトンボ池等、環境学習の場として北側区域が開園[1]。
- 2022年（令和4年）
  - 4月1日 - 公園正門駐車場、遊具エリアが開園[1]。
  - 4月25日 - 「川口ハイウェイオアシス」がオープンし、公園全体を開園[1]。

## 川口市めぐりの森
川口市めぐりの森を参照。

## アクセス
- 埼玉高速鉄道新井宿駅2番出口より徒歩15分